# ذرة صوانية
ذرة الصوان أو الذرة الصوانية هي نوع من الذرة، وهي نفس الأنواع مثل الذرة الشائعة. نظرًا لأن كل نواة لها طبقة خارجية صلبة لحماية السويداء الناعمة ، فإنها تكون صلبة كالصوان؛ ومن هنا الاسم. الأنواع الستة الرئيسية للذرة هي dent corn وذرة الصوان وpod corn والفشار وذرة الطحين والذرة الحلوة .